# Acuto
Acuto je italská obec v provincii Roma v oblasti Lazio.
V roce 2014 zde žilo 1 932 obyvatel.

## Poloha oce
Sousední obce jsou: Anagni, Ferentino, Fiuggi a Piglio.

## Vývoj počtu obyvatel
Zdroj: 